# SMU Mustangs

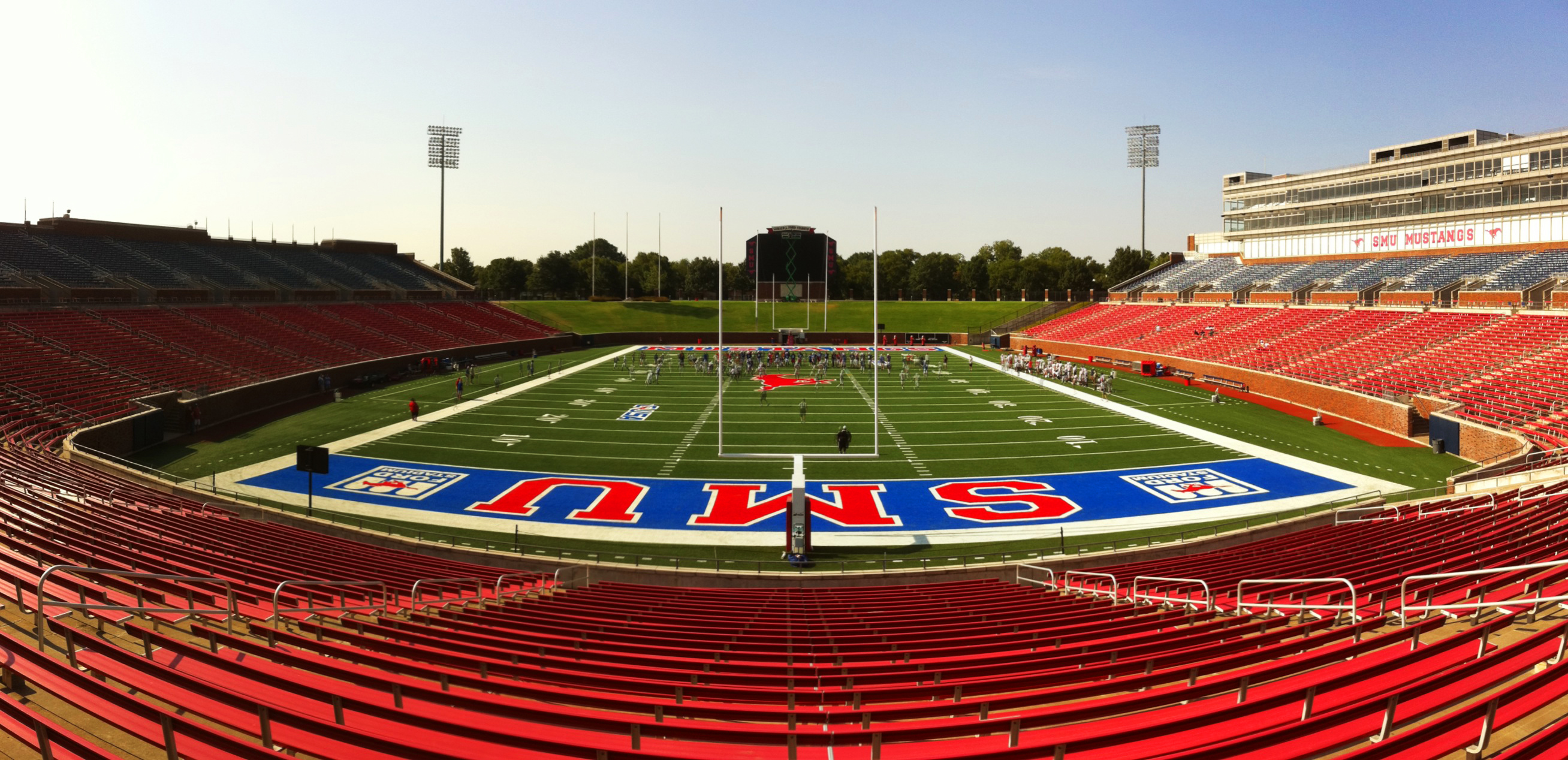
SMU Gerald Ford Stadium.

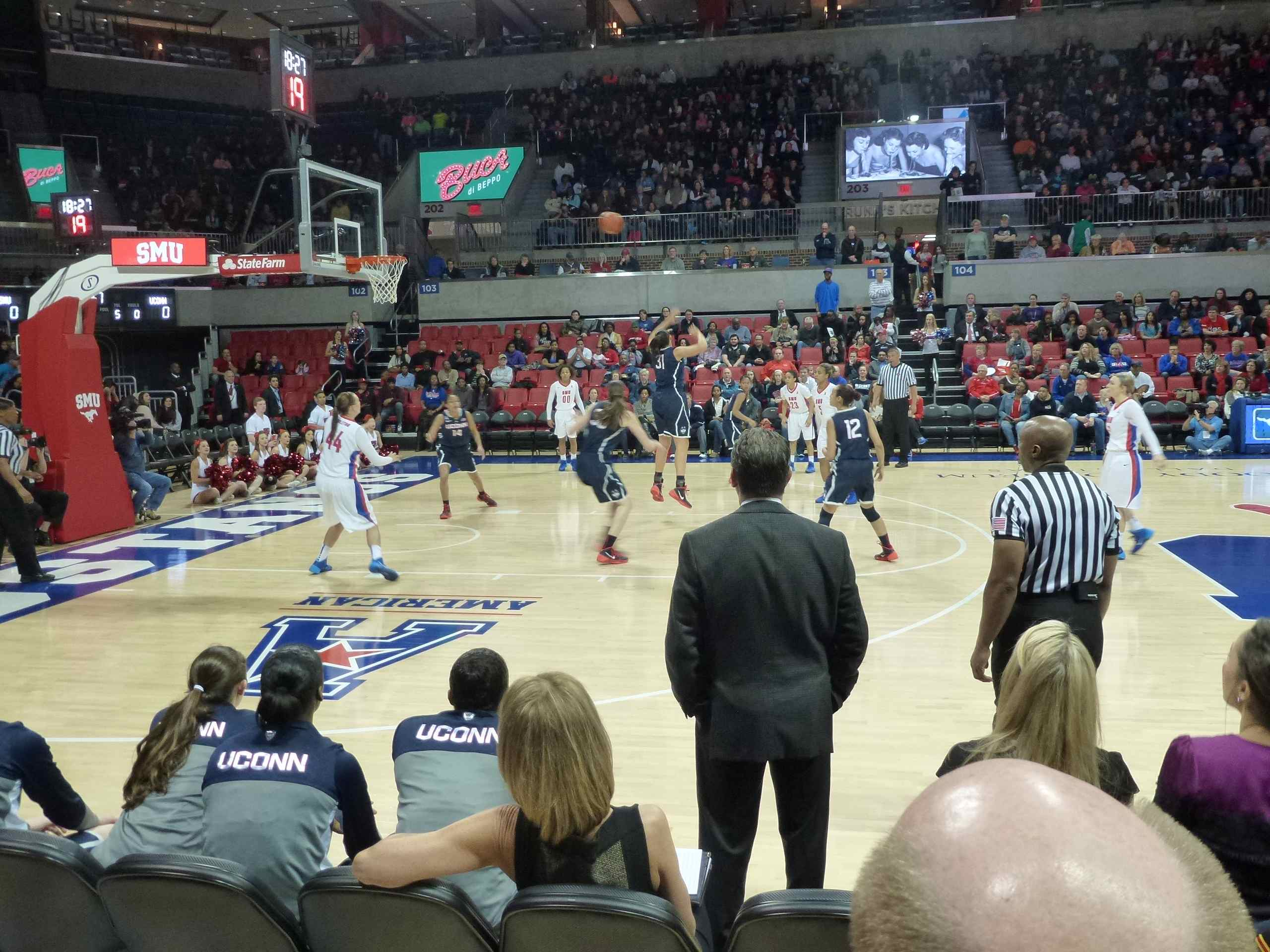
Moody Coliseum.

SMU Mustangs (español: Mustangs de la Universidad Metodista del Sur) es el equipo deportivo de la Universidad Metodista del Sur en Dallas, Texas. Los equipos de los Mustangs participan en las competiciones universitarias de la NCAA, en la Atlantic Coast Conference.

## Mascota
La mascota de los Mustangs se llama Peruna, y se trata de un Pony de las Shetland negro. La mascota está viva, y el nombre se va heredando por diferentes animales. Su origen se remonta a 1932, y desde entonces, siempre ha estado presente en el estadio cuando hay partido de fútbol americano

## Programa deportivo
El programa deportivo de los Mustangs lo componen los siguientes deportes:
- Baloncesto (masculino y femenino)
- Cross (femenino)
- Hípica (femenino)
- Fútbol americano
- Golf (masculino y femenino)
- Remo (femenino)
- Fútbol (masculino y femenino)
- Natación y Saltos (masculino y femenino)
- Tenis (masculino y femenino)
- Atletismo (femenino)
- Voleibol (femenino)
- fútbol

### Baloncesto
El equipo de baloncesto ha conseguido en 13 ocasiones el título de Campeón de Conferencia. Ha llegado en una ocasión a la Final Four de la NCAA, en el año 1956. Varios jugadores de los Mustangs han llegado a la NBA, de entre los que destaca Jon Koncak.

### Fútbol americano
Han ganado en 10 ocasiones el Título de Conferencia. En el año 1987 se les impuso la sanción denominada Pena de Muerte de SMU, a causa de que se descubrió que pagaban a sus jugadores, algo estrictamente prohibido en las competiciones universitarias. Estuvieron 2 años fuera de las competiciones de la NCAA.